# Aedes barraudi
Aedes barraudi är en tvåvingeart som först beskrevs av Edwards 1934.  Aedes barraudi ingår i släktet Aedes och familjen stickmyggor. Inga underarter finns listade i Catalogue of Life.